# Liste de pathologies des chiens
Cette page rassemble une liste non exhaustive de pathologies qui touchent les chiens.

## A
- Achalasie cricopharyngée
- Acromégalie
- Adénocarcinome des glandes apocrines des sacs anaux
- Amyloïdose rénale
- Ehrlichiose
- Anémie
- Anémie aplasique
- Anémie hémolytique
- Anémie ferriprive
- Angiostrongylose
- Anisocorie
- Ankylostomose
- Anorexie
- Anurie, oligurie
- Arrêt cardiorespiratoire
- Aspergillose
- Ataxie
- Atopie
- Avortement

## B
- Blastomycose
- Blépharite
- Bloc atrio-ventriculaire
- Botulisme
- Bronchite chronique
- Brucellose canine

## C
- Campylobactériose
- Carcinomatose abdominale
- Cardiomyopathie dilatée canine
- Cardiomyopathie hypertrophique du chien
- Cardiomyopathie ventriculaire droite arythmogène du Boxer
- Cécité aiguë
- Cheyletiellose
- Cholangite, cholangiohépatite
- Cholécystite
- Cholélithiase
- Chylopéritoine
- Chylothorax
- Cyrrhose hépatique
- Clostridiose digestive
- Coagulation intravasculaire disséminée
- Coccidiose digestive
- Colite chronique
- Collapsus induit par l'exercice[1]
- Collapsus trachéal[1]
- Communication interauriculaire ou intratriale[2]
- Communication interventriculaire[3]
- Conjonctivite[4]
- Coup de chaleur[5]
- Convulsion[6]
- Cryptococcose[6]
- Cryptosporidiose[7]
- Cyanose[8]
- Cystite infectieuse[9]

## D
- Dégéneresence cérébelleuse[10]
- Démodécie[11]
- Dermatite de léchage[12]
- Dermatite pyotraumatique[12]
- Dermatofibrose nodulaire[13]
- Dermatophytose[13]
- Déshydratation[13]
- Diabète insipide[14]
- Diabète sucré[15]
- Diabète sucré hyperosmolaire non acidocétosique[16]
- Diarrhée aiguë[17] ou chronique[18]
- Dilatation de l'estomac[19]
- Dirofilariose[20]
- Discospondylite[21]
- Dysautonomie[22]
- Dysphagie[23]
- Dysplasie des valves atrioventriculaires[24]
- Dysplasie microvasculaire hépatique[25]
- Dyspnée[26]
- Dystocie[26]
- Dysurie[27]

## E
- Éclampsie[28]
- Ehrlichiose[28]
- Embolie fibrocartilagineuse de la moelle épinière du chien[29]
- Encéphalite[29]
- Endocardite[30]
- Entéropathie exsudative[31]
- Épanchement abdominal[31], péricardique[32], pleural[32]
- Épilepsie essentielle[33]
- Épistaxis[34]
- État de choc[34]
- Extrasystole ventriculaire[35]

## F
- Fistule périanale[36]
- Fracture

## G
- Gale sarcoptique[37]
- Gammapathie monoclonale[37]
- Gastrite atrophique[38]
- Gastrite éosinophilique[39]
- Gastroentérite[40]
- Gastropathie pylonique hypertroptique[41]
- Glaucome[42]
- Glomérulonéphrite[43]
- Granulomatoses[44]

## H
- Hémophilie[45]
- Hépatite[45]
- Hépatotoxicose au cuivre [46]
- Hépatozoonose canine
- Hernie diaphragmatique
- Hernie discale[47]
- Hernie hiatale[48]
- Herpès virose canine [49]
- Histiocytose maligne[50]
- Hydrosyringomyélie[51]
- Hypercorticisme[52]
- Hyperparathyroïdie primaire[53]
- Hyperparathyroïdie secondaire[54]
- Hypertension artérielle[55]
- Hypertension portale[56]
- Hypertension pulmonaire[57]
- Hypocortiscisme[58]
- Hypoparathyroïdie[59]
- Hypothyroïdie primaire[59] ou congénitale[60]

## I
- Incontinence urinaire[61]
- Instabilité atlantoaxiale[62]
- Insuffisance cardiaque droite[63] ou gauche[64]
- Insuffisance hépatique aiguë[65]
- Insuffisance pancréatique exocrine[66]
- Insuffisance rénale aigüe[67] ou chronique[68]
- Intoxication
- Invagination intestinale[69]

## J
- Jabot oesophagien[69]

## K
- Kératoconjonctivite sèche[70]

## L
- Leishmaniose[71]
- Leptospirose[72]
- Leucémie lymphocytaire aiguë[73]
- Leucémie lymphocytaire chronique[73]
- Leucémie myéloïde[74]
- Lithiase urinaire[75]
- Lupus érythémateux systémique[76]
- Lymphangiectasie instestinale[77]
- Lymphome[78]
- Lymphome thymique[79]

## M
- Maladie de Carré[80]
- Maladie de Lyme[80]
- Maladie de von Willebrand[81]
- Mastocytome[81]
- Mégacôlon[82]
- Mégaoesophage[83]
- Méningite[84]
- Mésothéliome[85]
- Métrite[85]
- Microsporidiose[86]
- Myasthénie[87]
- Myélome multiple[88]
- Myélopathie dégénérative[88]
- Myosite des muscles masticateurs[89]

## N
- Nanisme hypophysaire[90]
- Néosporose canine[90]
- Neutropénie[90]

## O
- Obstruction anatomique des voies respiratoires supérieures[91]
- Occlusion intestinale[92]
- Œdème pulmonaire cardiogénique[93] ou non cardiogénique[94]
- Oesophagite[95]
- Oslérose[95]
- Ostéoarthropathie crâniomandibulaire[96]
- Ostéosarcome[97]
- Otite[98]

## P
- Pancréatite[99]
- Paralysie du nerf facial[100]
- Paralysie laryngée[101]
- Parvovirose[102]
- Péritonite[102]
- Persistance du canal artériel[103]
- Phéochromocytome[104]
- Piroplasmose[105]
- Plasmocytome[105]
- Pneumonie[106]
- Pneumothorax[107]
- Polyarthrite idiopathique érosive[108]
- Polyarthrite infectieuse[109]
- Polyglobulie[110]
- Polykystose rénale
- Polymyosite[111]
- Polyneuropathie
- Polyradiculonévrite[112]
- Prolifération bactérienne de l'instestin[113]
- Prostatite
- Protéinurie[114]
- Pyélonéphrite[115]
- Pyothorax[115]

## S
- Salmonellose[116]
- Shunt hépatique portosystémique[117]
- Sialocèle[118]
- Sténose aortique[119]
- Sténose oesophagienne[120]
- Sténose pulmonaire[120]
- Syncope[121]
- Syndrome de Bernard-Horner[122]
- Syndrome de Fanconi[123]
- Syndrome de la veine cave crâniale[123]
- Syndrome du côlon irritable[124]
- Syndrome hépatocutané[124]
- Syndrome hyperéosinophilique[125]
- Syndrome néphrotique[126]
- Syndrome paranéoplasique[127]
- Syndrome polyuropolydipsique[128]
- Syndrome de la queue de cheval[129]
- syndrome vestibulaire[130]